# Tagamanent
Tagamanent település Spanyolországban, Barcelona tartományban. Lakosainak száma 339 fő (2024).

## Földrajza
Tagamanent El Brull, Montseny, Cànoves i Samalús, Figaró-Montmany, Sant Martí de Centelles és Aiguafreda községekkel határos.

## Népesség
A település lakosságának változását az alábbi diagram mutatja:
| Lakosok száma | 329  | 297  | 231  | 219  | 136  | 247  | 308  | 322  | 323  | 339  |
|               | 1717 | 1887 | 1936 | 1960 | 1986 | 2004 | 2009 | 2014 | 2019 | 2024 |